# Neomantis
Neomantis es un género de mantis  (insectos del orden Mantodea) que cuenta con las siguientes especies. Es originario de Australia.

## Especies
- Neomantis australis
- Neomantis hyalina
- Neomantis robusta